# Sjoerd Ars
Sjoerd Adrianus Theodorus Ars (Terborg, 1984. április 15. –) holland labdarúgó, aki jelenleg a De Graafschap játékosa kölcsönben a Fortuna Sittard csapatától.

## Sikerei, díjai

### Klub
- NAC Breda
  - Holland másodosztály: 2014-2015

### Egyéni
- Holland másodosztály gólkirálya: 2014-2015